# Be 4/7
 (février 2022).
La Be 4/7 est une locomotive électrique à bogies destinée à être utilisée sur la ligne du Gothard des CFF. Contrairement aux autres locomotives de la première heure, la Be 4/7 n'était pas équipée d'un entraînement par bielles (de), mais d'un entraînement par essieu individuel (de) avec des entraînements suspendus agissant directement sur les essieux moteurs.

## Contexte
Lorsque la deuxième série des Be 4/6 (unités 12303 à 12342) fut commandée en juillet 1918, les CFF décidèrent de commander en même temps une locomotive d'un type nouveau, qui différait à bien des égards des autres types de locomotives commandées.
La société SAAS avait proposé, en collaboration avec la SLM, une locomotive qui n'était pas entraînée par des bielles, mais par un essieu unique. L'entraînement proposé provenait de la société américaine Westinghouse. La société Sécheron ayant acquis la licence pour une utilisation exclusive en Suisse. Il n'y avait pas d'applications concrètes à l'époque, notamment avec une puissance supérieure à 500 kW par essieu. Une offre fut néanmoins soumise.

### Cahier des charges
Les CFF exigèrent de l'industrie qu'elle remplisse le cahier des charges suivant :
- Vitesse maximale de 75 km/h
- Transport d'une charge remorquée de 300 t sur une pente de 26 ‰ à 50 km/h
- Démarrage en toute sécurité sur une pente de 26 ‰  avec accélération à 50 km/h en 4 minutes
- trois allers-retours Lucerne - Chiasso en 24 heures (1 360 km)
- Frein électrique pour compenser le poids de la locomotive dans les pentes
- Possibilité d'utiliser la commande multiple

### Attribution et développement du projet
La commande de la locomotive pour trains voyageurs fut passée comme suit :
SAAS / SLM : étude de projet et construction
Hormis le respect du cahier des charges, les CFF accordèrent aux constructeurs une grande liberté dans l'élaboration des différents projets.

## Caractéristiques techniques

Schéma de la Be 4/7

### La partie mécanique

#### Châssis et organes de roulement
Le châssis était composé de deux bogies. En raison de l'entraînement individuel des essieux, les cadres étaient conçus comme des cadres extérieurs. Chaque bogie comportait deux essieux moteurs et un essieu porteur (de) de type Bissel. Le bogie du côté I de la locomotive possédait en plus un essieu porteur de type Adams (de). Cet essieu supplémentaire, qui donnait à la locomotive la disposition asymétrique des essieux (1'B1')(B1') était nécessaire, du fait que l'on ne voulait pas dépasser une charge statique par essieu de 18,5 t, afin de compenser les charges dynamiques de l'entraînement individuel des essieux à suspension. Quant au poids total de la locomotive, on partit du principe qu'il ne serait pas inférieur à celui d'une Be 4/6.
Les essieux porteurs extérieurs avaient un jeu latéral de 2 × 83 mm et l'essieu central Adams un jeu de 2 × 57 mm par rapport au châssis du bogie.

#### Transmission de la force de traction
La transmission des forces de traction et de choc s'effectuait des essieux moteurs aux deux bogies. De là, les forces étaient transmises à l'extérieur aux crochets de traction et aux tampons. À l'intérieur, les bogies étaient reliés pour la transmission des forces par une barre d'attelage fixée aux bogies par des ressorts coniques. Les bogies étaient en outre reliés par deux barres d'accouplement servant d'attelages de secours. Un attelage transversal (de) articulé entre les bogies améliorait la tenue de la locomotive dans les courbes.

#### Entraînement
Les carters des moteurs de traction (de) jumelés (ou doubles) (de) étaient soutenus par des poutres transversales dans les bogies et vissés à des supports. Le couple de chaque moteur double était transmis par un pignon à une grande roue dentée commune. Celui-ci était fixé sur un arbre creux qui était logé dans le carter de moteur commun et entourait l'essieu moteur. Cet arbre creux entraînait les roues motrices via des entraîneurs (de) et des ressorts hélicoïdaux. Les roues motrices étaient dimensionnées de manière à pouvoir utiliser les bandages des locomotives à vapeur A 3/5 931-938 (de) de l'ancienne Compagnie de chemin de fer du Gothard (de), alors que ces dernières étaient sur le point d'être retirées du service.

#### Caisse de la locomotive
La caisse de la locomotive était constituée d'un pont continu avec des éléments de caisse vissés sans avant-corps. Le pont de la locomotive s'appuyait en trois points sur les deux bogies :
- Support de pivot fixe entre les deux essieux moteurs du bogie I.
- Support de pivot avec jeu longitudinal entre l'essieu moteur extérieur et l'axe de bissel du bogie II.
- palier de support à rouleaux à ressort au-dessus de l'attelage intérieur du bogie II[pas clair]

Les forces de traction et de choc n'étaient pas reprises par la caisse. Le plancher du pont de la locomotive avait la forme d'un caisson, où les moteurs et les roues motrices faisaient saillie. L'accès aux moteurs était assuré par des trappes situées sur le dessus et dans les parois longitudinales. Un conduit de ventilation s'étendant sur toute la longueur de la salle des machines était vissé au plafond de la caisse.
La caisse de la locomotive contenait tout l'équipement électrique, le transformateur prenant place au centre.
Contrairement à la plupart de ses contemporaines, la Be 4/7 ne possédait pas de persiennes d'aération latérales sur la caisse, car toute la ventilation se faisait par le toit.

#### Dispositifs de freinages
Le frein automatique et le frein de régulation (de) agissaient pour chaque bogie sur les essieux moteurs et l'essieu porteur intérieur, les essieux porteurs extérieurs n'étant pas freinés. Chaque cabine de conduite disposait d'un frein à main qui agissait sur le bogie correspondant.

#### Vitesse maximale
Dans la deuxième moitié des années 1930, la vitesse maximale fut augmentée de 75 à 80 km/h.

### La partie électrique

#### Circuit principal
Le courant était capté sur la caténaire par deux pantographes. À partir de chaque prise, le courant était acheminé via un sectionneur, une bobine de paratonnerre vers l'interrupteur principal (de) à huile commandé de manière électropneumatique. De là, le courant parvenait au transformateur. Le refroidissement de l'huile du transformateur était assuré par des faisceaux de tubes fixés au couvercle du transformateur et immergés dans l’huile, ces derniers étant parcourus par l'air de ventilation. Les bobines de paratonnerre furent retirées plus tard, car elles n'étaient pas nécessaires.
Les quatre moteurs jumelés étaient connectés en parallèle. Ils recevaient le courant de traction via une batterie de deux fois neuf interrupteurs individuels électropneumatiques (sauteurs). Le transformateur avait 8 prises de 100V à 864V. Les 28 crans de marche étaient obtenus par l'interconnexion des sautoirs avec un transformateur supplémentaire et trois bobines d'arrêt.
Chaque moteur jumelé avait un inverseur de marche (de) séparé. Les deux interrupteurs d'inversion de chaque bogie étaient commandés chacun par un entraînement électropneumatique commun et possédaient les positions « marche avant », « marche arrière » et « freinage électrique ». Le blocage en position zéro permettait de déconnecter le ou les moteurs défectueux.

#### Circuit auxiliaire
Sur la locomotive se trouvaient les circuits auxiliaires décrits ci-dessous, alimentés en 220 V :
- Un compresseur rotatif
- Deux ventilateurs. Ces derniers dirigeaient l'air à travers des persiennes dans le toit de la locomotive vers la salle des machines, via le canal de ventilation vers les moteurs de traction, à travers les tubes de refroidissement d'huile dans le transformateur et à travers les boîtiers des résistances
- Un groupe de convertisseurs pour la charge de la batterie
- Chauffage de la cabine de conduite et plaques chauffantes à l'huile[pas clair]

À l'origine, le chauffage des trains était alimenté par des tensions de 800V, 1'000V et 1'200V via des sauteurs mutuellement verrouillés par le transformateur. Plus tard, les tensions furent modifiés en 600V, 800V et 1’000V et par la suite, les niveaux 600V et 800V supprimés.

#### Frein électrique
Le frein électrique utilisé était, comme sur les Be 4/6 de la deuxième série, un frein à résistances (de) à courant alternatif avec excitation séparée. Le courant d'excitation était fourni par le transformateur supplémentaire mentionné ci-dessus. La commande s'effectuait par l'intermédiaire des points de paliers normaux. L'énergie produite était dissipée dans des résistances de freinage qui, contrairement aux Be 4/6, ne se trouvaient pas sur le toit de la locomotive, mais dans des puits situés de part et d'autre du transformateur principal. Le refroidissement était assuré par des clapets à commande automatique qui faisaient passer l'air de ventilation par les puits. Les résistances de freinage étaient en partie utilisées en mode de conduite comme résistance de shunt du pôle d'inversion pour les moteurs de traction.

#### Commande multiple
La commande multiple ne fut finalement jamais installée sur les Be 4/7.

### Facilité d'entretien
Comparée à l'aménagement clair et facile d'entretien de la caisse de la locomotive Be 4/6, celle de la Be 4/7 était tout simplement « encombrée ». Le contrôle d'un moteur de traction par les trappes de maintenance (de) existantes était déjà une entreprise périlleuse.
Contrairement aux Be 4/6, les batteries se trouvaient dans la caisse. Une trappe dévissable se trouvait sur le côté de cette dernière. Des œillets étaient fixés sur le toit de la locomotive, ce qui permettait d'accrocher un pont roulant avec un chariot. Il est évident que cela ne facilitait pas le remplacement de la batterie. C'est pourquoi, avec l'apparition des chariots élévateurs, les batteries à changer ont généralement été introduites par une fenêtre et placées manuellement à l'intérieur.

## Service régulier

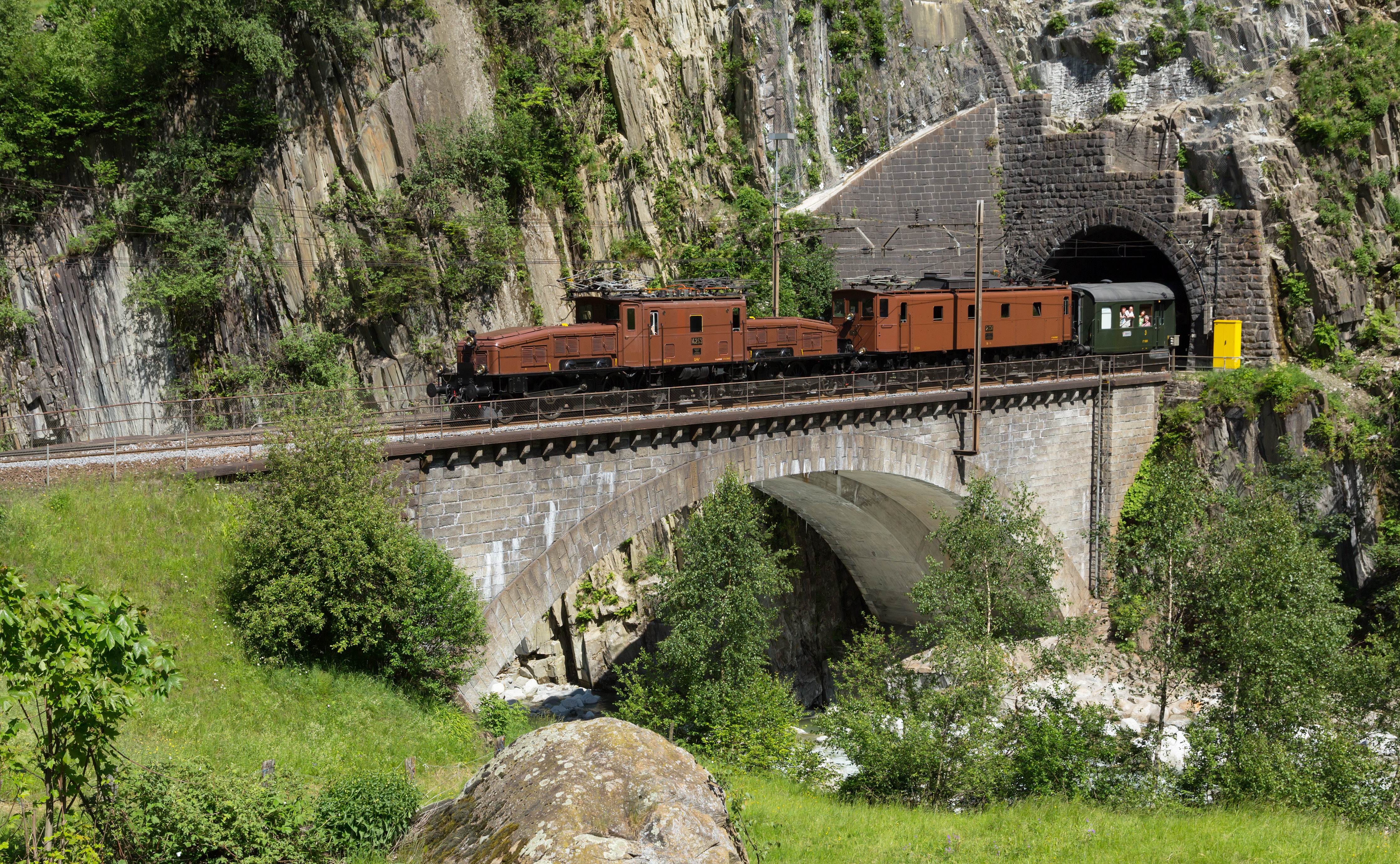
La Ce 6/8 II 14253 et la Be 4/7 12504 traversent le pont inférieur de Wattingen.

Le 18 octobre 1921, la Be 4/7 12501 fut réceptionnée par les CFF et fut engagée comme prévu dans des courses d'essai entre Berne et Thoune. Fin décembre 1921, elle fut envoyée sur la rampe nord du Gothard pour des essais de démarrage. Il s'agissait de prouver qu'elle était aussi performante que les Be 4/6. Dans le cadre de ces essais, elle a remorqué un convoi représentant 300 t de charge remorquée à 50 km/h en 2 minutes à compter du démarrage.
La livraison des six locomotives fut effectuée au milieu de l'année 1922. À ce moment-là, toutes les locomotives étaient stationnées au dépôt de Berne. Leur carrière au Gothard commença en mai 1923, depuis le dépôt d'Erstfeld.
Les six machines furent intégrées au plan de circulation de 1923 à 1928. Jusqu'en 1927, elles étaient stationnées au dépôt d'Erstfeld, après quoi elles rejoignirent celui de Bellinzone. De 1926 à 1929, les Be 4/7 parcoururent en moyenne 112 000-132 000 km par an. Pour les Be 4/6, c'était environ la moitié, ce qui doit toutefois être relativisé dans la mesure où les prestations journalières programmées des Be 4/6 au Gothard entre Erstfeld et Bellinzone étaient à peu près les mêmes, notamment les trains directs entre Lucerne et Chiasso.
Ces locomotives étaient très appréciées du personnel de conduite, car elles avaient une excellente régularité de marche par rapport à la « cahoteuse » Be 4/6. C'est pourquoi les six locomotives étaient généralement toutes engagées dans les horaires.
Lorsque les premières Ae 4/7 apparurent au Gothard à partir de mai 1928, les machines Be furent déplacées les unes après les autres. En 1930, les numéros 12501-12503 arrivèrent dans l'arrondissement I (Suisse romande) à Lausanne. En 1931, elles furent transférées à Berne. Durant la période horaire 1930/1931, ces unités étaient surtout utilisées au Simplon dans le service de traction et de poussée Domodossola - Iselle. Elles furent également à la tête de certains trains de marchandises Domodossola - Brigue - Domodossola.
En 1932, la 12504 et en 1936 les 12505 et 12506 furent transférées à Berne. En 1940, l'entretien fut déplacé des ateliers principaux de Bellinzone à ceux d'Yverdon. Le dépôt de Berne avait un plan de circulation pour les six machines, qui comprenait Bâle (via Delémont), Porrentruy, La Chaux-de-Fonds, Fribourg, Thoune et Olten. Ce plan comprenait également une paire de trains rapides Bâle - Delémont - Bâle.
Leur répartition dans les dépôts changea en 1966. Bien qu'elles aient déjà fonctionné auparavant avec les Be 4/6 du dépôt de Bienne dans un plan commun, elles ne furent réellement attribuées à Bienne que cette année-là.
Pour l'entretien, les locomotives se rendaient un jour sur deux à Berne et une fois par semaine à Bienne. À cette époque, elles circulaient autour de Berne et de Bienne jusqu'à Thoune, Lucerne (via Langnau), Fribourg, Travers, Le Locle, Porrentruy et Aarau.
La Be 4/7 12503 fut la première de sa série à être réformée en mars 1966 en raison de graves dommages au moteur de traction. En mai 1967, le dernier plan de circulation fut établi pour cinq Be 4/7 et trois Be 4/6. Elles circulaient dans la zone d'action décrite ci-dessus et effectuaient en moyenne 237 km par jour. Certaines Be 4/7 avaient déjà été utilisées auparavant comme transformateurs stationnaires pour la fourniture de 220V dans des sous-stations. Il s'agissait de la 12503 en été 1965 à Courtemaîche, ainsi que de la 12504 en 1966 à Burgdorf et en 1969 à Etzwilen (de).
La 12502 fut mise au rebut en juin 1968 à la suite d'une panne du moteur de traction. La 12501 suivit le même chemin après un incendie.
Les trois Be 4/7 restantes furent mises hors service au printemps 1976. La locomotive no 12504, ayant retrouvé dans une large mesure son état d’origine, fut conservée comme locomotive en état de marche. La 12506 quant à elle fut ferraillée après être restée au Musée Suisse des Transports de Lucerne jusqu'en novembre 1978.
On peut légitimement se demander pourquoi les CFF n'ont pas procédé à des commandes supplémentaires de cette locomotive pourtant excellente. La décision d'acquérir d'autres Be 4/6 fut prise parce que le temps était compté et que la traction individuelle des essieux n'avait pas été testée au moment de la commande ultérieure de locomotives du Gothard. Il n'était donc pas possible de prévoir au moment de la commande ultérieure que les locomotives feraient réellement leurs preuves par la suite.
Hormis toutes leurs grandes qualités, la plus grande faiblesse des locomotives était les ressorts hélicoïdaux de l'entraînement individuel des essieux. Ceux-ci se rompaient fréquemment. C'est pourquoi un entraînement MFO fut expérimenté  de 1930 à 1934 sur la locomotive 12501. Dans les années 1950, les ressorts hélicoïdaux furent remplacés par des bouchons en caoutchouc sur toutes les locomotives. Ces adaptations furent d'ailleurs également effectuées sur les Ae 3/5 et les Ae 3/6 III, provenant elles aussi de Sécheron.